# Djouancher Djouancheriani
Djouancher Djouancheriani (en géorgien : ჯუანშერიანი, translittéré en anglais « Juansher Juansheriani ») est un prince et historien géorgien qui vécut à la fin du VIIIe siècle[réf. nécessaire].
Selon Cyrille Toumanoff, Djouancher Djouancheriani était issu d’une lignée de la dynastie royale des Chosroïdes d’Ibérie en Géorgie, dont la famille contrôlait un apanage situé en Kartlie intérieure et en Kakhétie.
Le nom  « Djouancheriani »  apparaît  dans l’histoire de la Géorgie au VIIIe siècle avec Djouancher Djouancheriani, époux d’une des filles anonymes de Mirian Ier de Kakhétie dont le frère Artchil Ier le Martyr avait été chargé d’assurer les mariages, et ensuite avec le prince (éristavi) de Kakhétie, Djouanscher Ier de Kakhétie (786-807), fils de ce même Artchil Ier le Martyr.
Une note des Codex des reines  Anne &  Marie, qui comprennent le texte des Chroniques géorgiennes, attribue  à ce Djouancher Djouancheriani « La vie du roi Vakhtang Gorgasali » qui couvre l’histoire de l’Ibérie du règne du roi Vakhtang Ier Gorgasali (447-502/522) jusqu’à l'époque de saint Archil (mort vers 786).
Cette attribution demeure très problématique du fait de la méconnaissance dont l'auteur fait preuve d'événements survenus seulement une ou deux générations avant lui.
Cependant, quelques universitaires modernes ont suggéré, bien que cela soit également controversé, que cette œuvre avait été composée au XIe siècle par le chroniqueur  Léonti Mroveli,.